# Саскуэханна

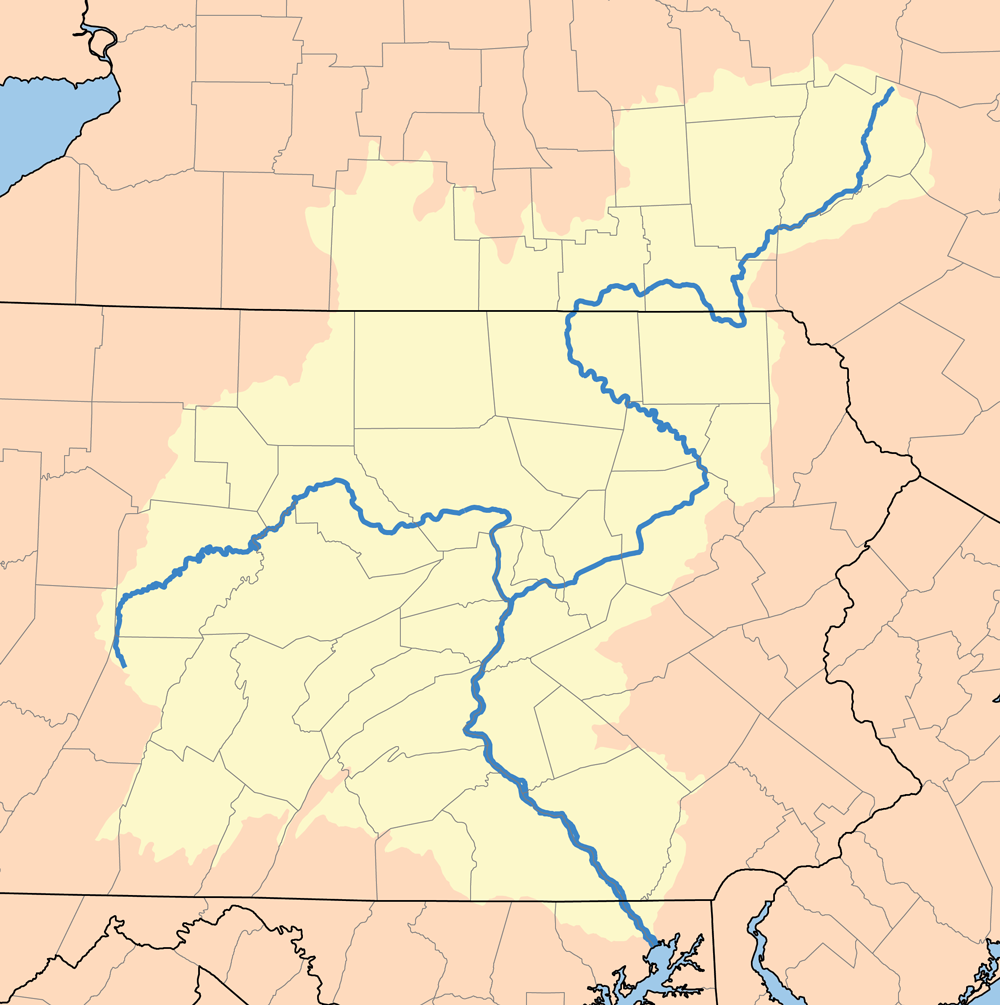
Бассейн Саскуэханны

Саскуэха́нна (англ. Susquehanna River, Ленапе Siskëwahane) — река в северо-восточной части США, самая длинная среди североамериканских рек, впадающих в Атлантический океан между устьем Святого Лаврентия и Миссисипи и 16-я по длине среди рек США (715 км или 444 мили, что меньше 500 миль). Бассейн реки площадью в 71225 км² покрывает около половины территории Пенсильвании, а также часть штата Нью-Йорк и Мэриленда.
Река образуется слиянием Северной (считается главным потоком, исток в озере Отсиго) и Западной Саскуэханны у города Нортумберленд в Пенсильвании.
Устье Саскуэханны в северной части Чесапикского залива; собственно, Чесапикский залив является эстуарием Саскуэханны, который затопило в результате повышения уровня моря с конца прошлого ледникового периода.
Крупнейший приток Саскуэханны — река Джуниата (167 км).
На берегу реки в штате Пенсильвания располагается три АЭС: Три-Майл-Айленд, Саскуэханна и Пич-Боттом.